# غرفة بلون السعادة
غرفة بلون السعادة ((باليابانية: 幸色のワンルーム)) مانغا يابانية من تأليف هاكوري. نشرت لأول مرة في فبراير 2017. اقتبست المانغا إلى مسلسل تلفزيوني من بطولة آنا يامادا وشوهي يوسيغي عرض على قناة أساهي في 8 يوليو 2018.

## القصة
فتاة تبلغ من العمر 14 عامًا تتعرض للضرب من والداها في المنزل والتحرش الجنسي من قبل معلمها ويتم التنمر عليها من قبل الطلاب في مدرستها. في يوم ما تقرر الانتحار لكن يتم ايقافها من قبل شاب يبلغ من العمر 26 عاماً يرتدي دائماً قناع وجه. فتقرر الهرب مع هذا الشاب الذي تسميه اوني_سان بمعنى «أخي الأكبر»، وتسمي نفسها ساتشي بمعنى «سعادة». الشرطة تتعامل مع الحادثة على انها اختطاف وتبدأ عملية بحث عنهما. فيقرران أن يقطعى عهداً إذا استطاعا الهرب من الشرطة ومن الوالدين سيتزوجان وإذا تم امساكهم سينتحران.

## الشخصيات
- اوني-سان ((باليابانية: お兄さん))
- ساتشي ((باليابانية: 幸))